# Franz Oberwinkler
Franz Christoph Oberwinkler (* 22. Mai 1939 in Bad Reichenhall; † 15. März 2018 in Tübingen) war ein deutscher Mykologe und Botaniker. Er war ab 1974 Lehrstuhlinhaber und Direktor des Botanischen Gartens der Universität Tübingen und befasste sich vor allem mit Ständerpilzen. Sein offizielles botanisches Autorenkürzel lautet „Oberw.“

## Leben und Werdegang
Franz Christoph Oberwinkler, Sohn von Genoveva Oberwinkler, geborene Brauneis, und des Oberwerkmeisters Christoph Oberwinkler, studierte Biologie und Chemie, daneben auch Geographie, an der Ludwig-Maximilians-Universität München. Er war Schüler von Josef Poelt und Hermann Merxmüller und wurde 1965 mit einer Dissertation über niedere Basidiomyceten zum Dr. rer. nat. promoviert. Anschließend war er von 1965 bis 1967 wissenschaftlicher Assistent am Lehrstuhl Spezielle Botanik und Pharmakognosie der Universität Tübingen. 1967 bis 1973 war er in gleicher Funktion am Institut für Systematische Botanik der Universität München tätig, wo er sich 1972 habilitierte und bis Anfang 1974 als Privatdozent lehrte. Von 1968 bis 1969 war er als wissenschaftlicher Experte für die Food and Agriculture Organization of the United Nations (Ernährungs- und Landwirtschaftsorganisation FAO) am Instituto Forestal Latino-Americano in Mérida in Venezuela.
Im Jahr 1974 erhielt Franz Oberwinkler er einen Ruf als Nachfolger von Karl Mägdefrau auf den Lehrstuhl für Spezielle Botanik und Mykologie an der Eberhard Karls Universität Tübingen und war dort zugleich von 1974 bis 2008 Abteilungsvorstand als Direktor des Botanischen Gartens der Universität Tübingens. Oberwinkler wurde 2008 emeritiert. Listen seiner Publikationen sind bei Google Scholar Citations, ResearchGate und Web of Science zu finden.
Von 1977 bis 1979 war Oberwinkler 1. Vorsitzender der Deutschen Gesellschaft für Mykologie, für die er diese Benennung vorschlug. Die internationale Zeitschrift der Gesellschaft, Mycological Progress, konnte jedoch erst 2002 erscheinen und wurde von ihm bis 2016 als Editor-in-Chief herausgegeben. Als Dekan stand er 1979 und 1993 der Fakultät für Biologie der Universität Tübingen vor. Von 1994 bis 1998 war er Präsident der International Mycological Association (IMA) und von 1996 bis 1998 Präsident des Verbandes Botanischer Gärten. Er war Mitglied im Fachkollegium Pflanzenwissenschaften der Deutschen Forschungsgemeinschaft von 2008 bis 2011.
Franz Oberwinkler war katholisch, ab 1968 mit der promovierten Barbara Oberwinkler, geborene Mayr, verheiratet und hatte vier Kinder (Johannes, Clemens, Michaela und Claudia).

## Forschungsgebiete
Schwerpunkte der Forschung von Oberwinkler waren Mikromorphologie und Ultrastruktur von Pilzen, besonders von Basidiomycota (Ständerpilze) sowie deren Interaktionen mit Pflanzen. Daraus ergaben sich Arbeiten zur Systematik, Evolution und Ökologie, mit besonderer Berücksichtigung von Mykorrhizen (Pilz-Baumwurzel-Vergesellschaftungen) und Basidiolichenes (Flechten der Basidiomycota). Den Botanik-Lehrstühlen der Universität Tübingen wurde 1985 das Kooperationsprojekt "Pilz-Baumwurzel-Symbiosen" im Landesforschungs-Förderungsprogramm bewilligt. 1991 konnten sie ein koordiniertes Forschungs- und Lehrkonzept im Rahmen des von der DFG finanzierten Graduiertenkollegs "Organismische Interaktionen in Waldökosystemen", dessen Sprecher Oberwinkler war, umsetzen.
Sein spezielles Interesse galt den Entwicklungsgängen von Pilzen sowie deren Koevolution mit Pflanzen, insbesondere von Rostpilzen und Verwandten (Pucciniomycotina), Brandpilzen (Microbotryomycetes und Ustilaginomycotina), Sebacinales und Tulasnellales. Ein weiteres, umfangreiches Feld war die Erforschung von Mykoparasiten der Basidiomycota. Darüber hinaus wurden von Oberwinkler auch Arbeiten zur Systematik und Phylogenie von Blätterpilzgattungen, wie Amanita, Cortinarius und Tricholoma, angeleitet.

## Auszeichnungen
Oberwinkler war seit 1995 auswärtiges Mitglied der Norwegischen Akademie der Wissenschaften. 1997 wurde er Centennial fellow of the British Mycological Society, 2005 Honorary member of the Mycological Society of America und 2013 IMA fellow. 2010 wurde ihm die de Bary-Medaille der IMA verliehen.
Zu seinen Ehren wurden die Pilzgattungen Oberwinkleria und Oberwinklerozyma benannt. Weitere Eponyme sind Amanita oberwinklerana, Lobatiriccardia oberwinkleri, Nematococcous oberwinkleri, Rhizocarpon oberwinkleri, Sphaerobasidioscypha oberwinkleri, Thecaphora oberwinkleri und Uromyces oberwinklerianus.